# Pointe-à-Pierre
 Pointe-à-Pierre (/ˌpɔɪntəˈpɪər/) é uma cidade de Trinidad e Tobago. Encontra-se ao norte de San Fernando e ao sul de Claxton Bay. É mais conhecida por ser o local da maior (e agora única) refinaria de petróleo do país, administrada pela Petrotrin, a empresa estatal de petróleo.
A cidade foi construída e é habitada por funcionários da empresa. As instalações oferecidas aos residentes incluem uma escola primária, um iate clube e um clube contendo uma piscina, quadras de tênis e squash (e em meados da década de 1960, um campo de golfe de 18 buracos e uma escola secundária, dos quais apenas o campo de golfe permanece).
A refinaria de petróleo foi originalmente construída pela Trinidad Leaseholds Limited (TLL) e expandida pela Texaco. Foi transferida para a Trintoc quando o governo comprou os ativos em terra da Texaco Trinidad Limited e depois incorporou a Petrotrin.
A cidade também abriga a mundialmente famosa Pointe-à-Pierre Wild Fowl Trust, uma reserva de vida selvagem para aves aquáticas localizada dentro das instalações seguras da refinaria de petróleo Petrotrin.
Pointe-à-Pierre é separada de Marabella pelo rio Guaracara e de Gasparillo pela rodovia Sir Solomon Hochoy. Fica no Golfo de Paria e é um porto importante para a exportação e importação de derivados de petróleo. No extremo sul de Pointe-à-Pierre fica o Parque Guaracara, conhecido por suas partidas de críquete.

## Pessoas de Pointe-à-Pierre
Residentes famosos/ex-moradores de Pointe-à-Pierre incluem:
- Stephen Ames
- Floella Benjamin
- David Jenkins
- Trevor McDonald